# Idiodes herbuloti
Idiodes herbuloti là một loài bướm đêm trong họ Geometridae.